# 史達林格勒戰役中軸心國軍隊戰鬥序列
史達林格勒戰役中軸心國軍隊戰鬥序列列出了1942年9月至1943年2月期間在斯大林格勒戰役中為軸心國一方作戰的重要地面部隊。
除了德國國防軍的20個師之外，羅馬尼亞的18個師也參與了軸心國一方的戰鬥。

## 战斗序列
- 总司令：大将弗里德里希·保盧斯[1]
- 總參謀長：少将阿圖爾·施密德[2]

### 德國
第6軍團 
- 第4軍 – 工兵上将埃爾溫·耶內克，从1月17日起为炮兵上将马克斯·费弗尔
  -  第29步兵師 –  少将汉斯-格奥尔格·莱瑟
  -  第297步兵師 – 炮兵上将 Max Pfeffer，从1月16日起为少将Moritz von Drebber
  -  第371步兵師 – 中將Richard Stempel
- 第8軍 – 炮兵上将瓦特·海茲 （1943年晋升为大将）
  -  第76步兵師 – 中將Carl Rodenburg
  -  第113步兵師 – 中將Hans-Heinrich Sixt von Armin
- 第11軍 – 步兵上将 Karl Strecker
  -  第44步兵師 – 中將Heinrich-Anton Deboi
  -  第376步兵師 – 中將Alexander Edler von Daniels
  -  第384步兵師 – 中將Eccard Freiherr von Gablenz，从1月16日起为少将 Hans Dörr
- 第14军 – 装甲兵上将汉斯·胡贝，从1月17日起为中將Helmuth Schlömer
  -  第3步兵師 –  少将 Helmuth Schlömer，从1月18日起为 Jobst Freiherr von Hanstein
  -  第60步兵師 –  少将 Hans-Adolf von Arenstorff
  -  第16装甲師 – 中將Günther Angern
- 第51軍 – 炮兵上将沃尔特·冯·塞德利茨-库尔茨巴赫
  -  第71步兵師 – 中將Alexander von Hartmann，从1月25日起为少将 Fritz Roske
  -  第79步兵師 – 中將Richard Graf von Schwerin
  -  第94步兵師 – 中將Georg Pfeiffer
  -  第100猎兵师 – 中將Werner Sanne
  -  第295步兵師 –  少将 Otto Korfes
  -  第305步兵師 – 中將Bernhard Steinmetz
  -  第389步兵師 –  少将 Erich Magnus，从1月19日起为少将少将 Martin Lattmann
  -  第14装甲師 –  少将 Martin Lattmann
  -  第24装甲師 – 中將Arno von Lenski
- 德国空军（Luftwaffe）
  - 第9高炮师 –  少将 Wolfgang Pickert
  -  第3戰鬥機聯隊 – 沃爾夫-迪特里希·威爾克

第4裝甲軍
- 第48装甲军 – 装甲兵上将Rudolf Veiel直到1942年11月
  -  第14裝甲師，转移至第6集团军
  -  第29步兵師，转移至第6集团军
  -  第24裝甲師，转移至第6集团军
- 第4军 - 步兵上将Viktor von Schwedler
  -  第94步兵師，转移至第6集团军
  -  第371步兵師，转移至第6集团军
  -  第297步兵師，转移至第6集团军
- 罗马尼亚第6军 - 中将 Corneliu Dragalina, transferred to the Romanian 4th Army

### 罗马尼亚
安东尼斯库集团军群
- 第3集团军 – 上将彼得·杜米特雷斯库
  - 第1军 – 中将 Teodor Ionescu（罗马尼亚语）
    - 第7步兵師 – 准將 Constantin Trestioreanu（罗马尼亚语）
    - 第11步兵師 – 准將 Savu Nedelea（罗马尼亚语） (POW)

  - 第2军 – 中将 Nicolae Dăscălescu
    - 第9步兵師 – 少將 Constantin Panaitiu（罗马尼亚语）
    - 第14步兵師 – 少將 Gheorghe Stavrescu（罗马尼亚语）
    - 第7骑兵師 – 上校Gheorghe Munteanu

  - 第4军 – 中将康斯坦丁·瑟讷泰斯库
    - 第1骑兵師 – 上校Constantin Brătescu[4]
    - 第13步兵師 – 少將 Gheorghe Ionescu
    - 第15步兵師 – 准將 Ioan Sion (KIA)

  - 第5军 – 中将 Aurelian Son（罗马尼亚语）
    - 第5步兵師 – 少將 Nicolae Mazarini（罗马尼亚语） (POW)
    - 第6步兵師 – 少將 Mihail Lascăr (POW)

  - 预备队
    - 第1装甲师 – 少將 Gheorghe Radu
    - 火炮部队
- 第4集团军 – 中将 Constantin Constantinescu-Claps
  - 第6军 – 中将 Corneliu Dragalina
    - 第1步兵師 – 准將 Ioan Mihăescu（罗马尼亚语）
    - 第2步兵師 – 准將  Dumitru Tudose
    - 第18步兵師 – 准將 Radu Băldescu
    - 第20步兵師 – 少將 Nicolae Tătăranu，从1月19日起为Romulus Dimitriu（罗马尼亚语）（被俘）

  - 第7军 – 中将 Florea Mitrănescu（罗马尼亚语；德语）
    - 第4步兵師 – 准將 Barbu Alinescu
    - 第5骑兵師 – 上校Dumitru Popescu
    - 第8骑兵師 – 上校Radu Korne[4]

## 外部連結
- Lexikon der Wehrmacht （页面存档备份，存于） （德語）
- Commanders at the Battle of Stalingrad （页面存档备份，存于） （荷蘭語）
- .   [2024-02-19]. （原始内容存档于2016-03-03）.
- Map of Stalingrad – 12 December 1942
- . Stalingrad database.   [2024-02-19]. （原始内容存档于2023-03-17）.